# St. Johannes der Täufer (Sankt Johann, Siegsdorf)

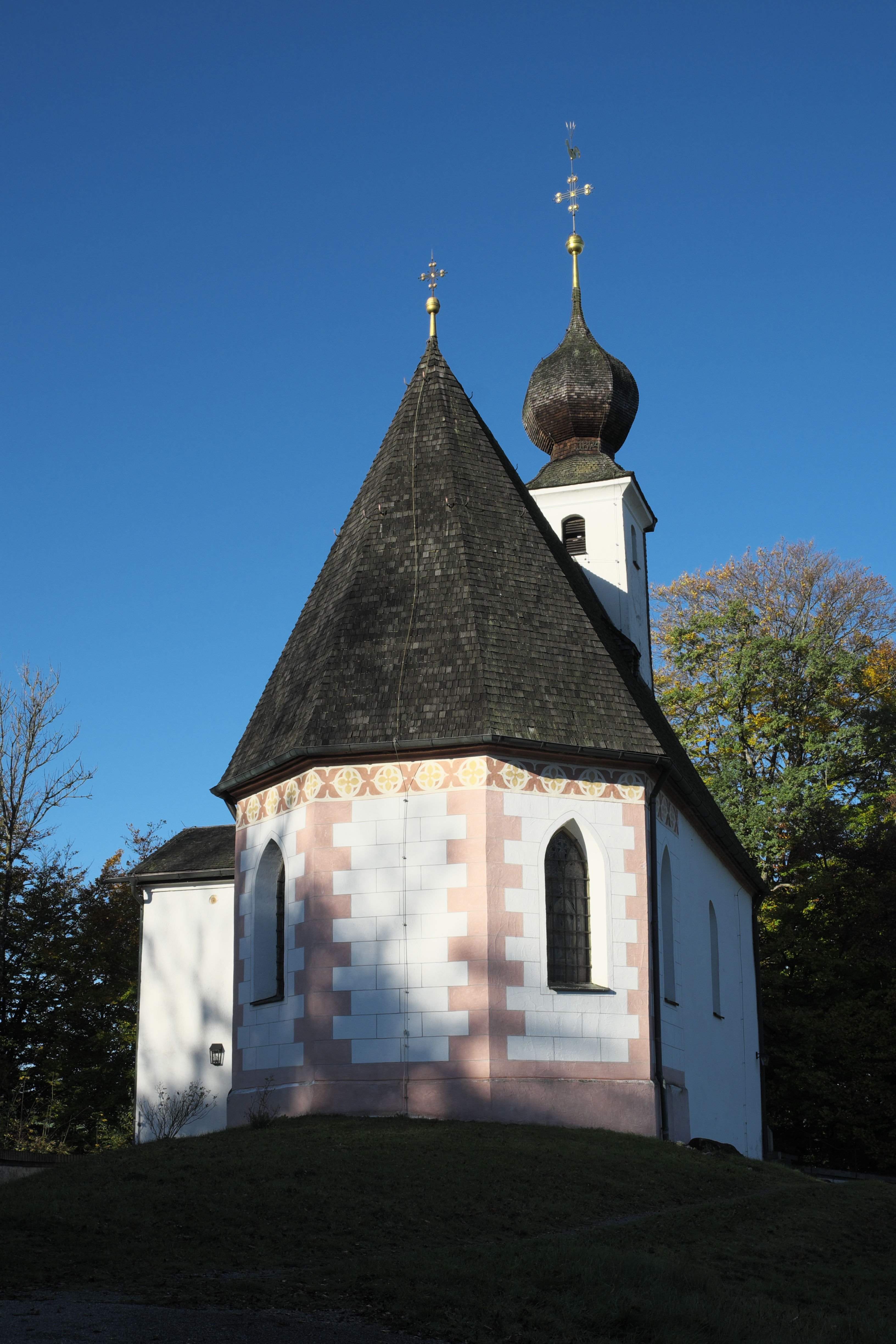
Filialkirche St. Johannes der Täufer

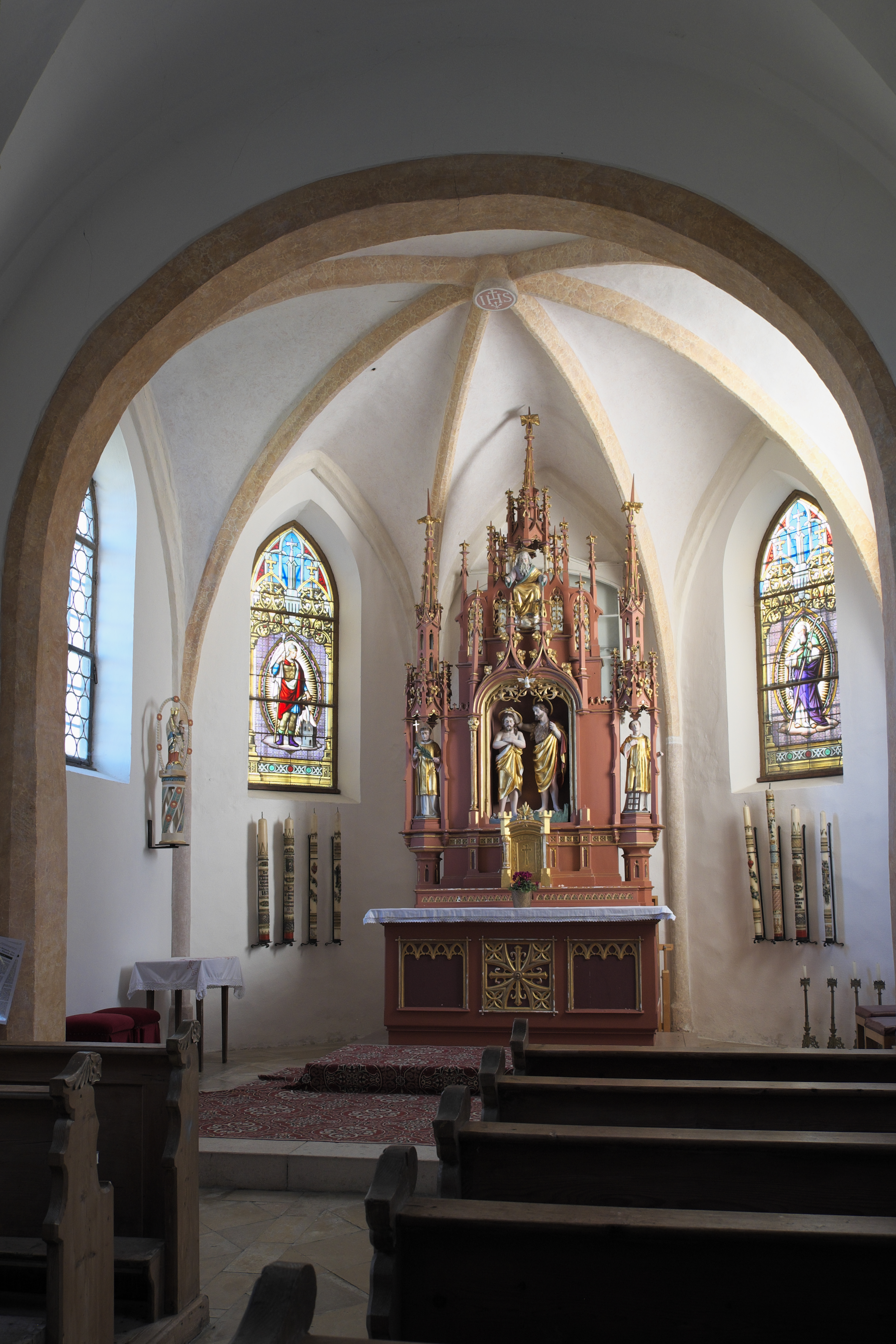
Innenraum

Die katholische Filialkirche St. Johannes der Täufer in Sankt Johann, einem Ortsteil der Gemeinde Siegsdorf im oberbayerischen Landkreis Traunstein, ist im Kern ein romanischer Bau, der im 14./15. und im 17. Jahrhundert verändert wurde. Die Kirche gehört zu den geschützten Baudenkmälern in Bayern. Sie ist im Norden und Westen von einer Friedhofsmauer aus verputztem Bruchstein umgeben.

## Geschichte
Die Kirche wurde vermutlich im 9. Jahrhundert gegründet. Die ältesten Mauern des Langhauses werden in die erste Hälfte des 12. Jahrhunderts datiert. Im frühen 15. Jahrhundert wurde ein neuer Chor errichtet, 1630 wurde das Langhaus nach Westen verlängert. Nach einem Blitzschlag musste die Kirche in den Jahren 1717 bis 1721 saniert werden. Im Zuge dieser Baumaßnahmen wurde die westliche Vorhalle angefügt und der Dachreiter mit seiner Zwiebelhaube aufgebaut. Im Inneren entstanden die Empore und das Gewölbe des Langhauses. 1876 erfolgte die Regotisierung des Innenraums und die Erneuerung der Ausstattung.

## Architektur

### Außenbau
Das noch aus der Romanik stammende Langhaus ist aus unregelmäßigen, verputzten Feldsteinen errichtet. Der spätgotische Chor, der die gleiche Breite wie das Langhaus aufweist, unterscheidet sich durch seinen Sockel und die aufgemalte Eckquaderung, den gemalten Fries unter der Traufe und die umrandeten Quadersteine. Die Fassadenmalereien wurden bei der Renovierung im Jahr 1976 wieder hergestellt.

### Innenraum
Das vierjochige Langhaus, das ursprünglich flach gedeckt war, besitzt eine von Gurtbögen unterfangene Stichkappentonne, die mit mehrfach umrandeten, leeren Vierpassfeldern verziert ist. Die Wände gliedern flache Pilaster mit kräftigen, profilierten Gebälkstücken. Ein breiter Bogen führt in den fünfseitig geschlossenen Chor, der von einem Fächergewölbe mit zentralem Schlussstein gedeckt wird, das auf schmalen Halbsäulen ohne Kapitelle aufliegt.

## Ausstattung

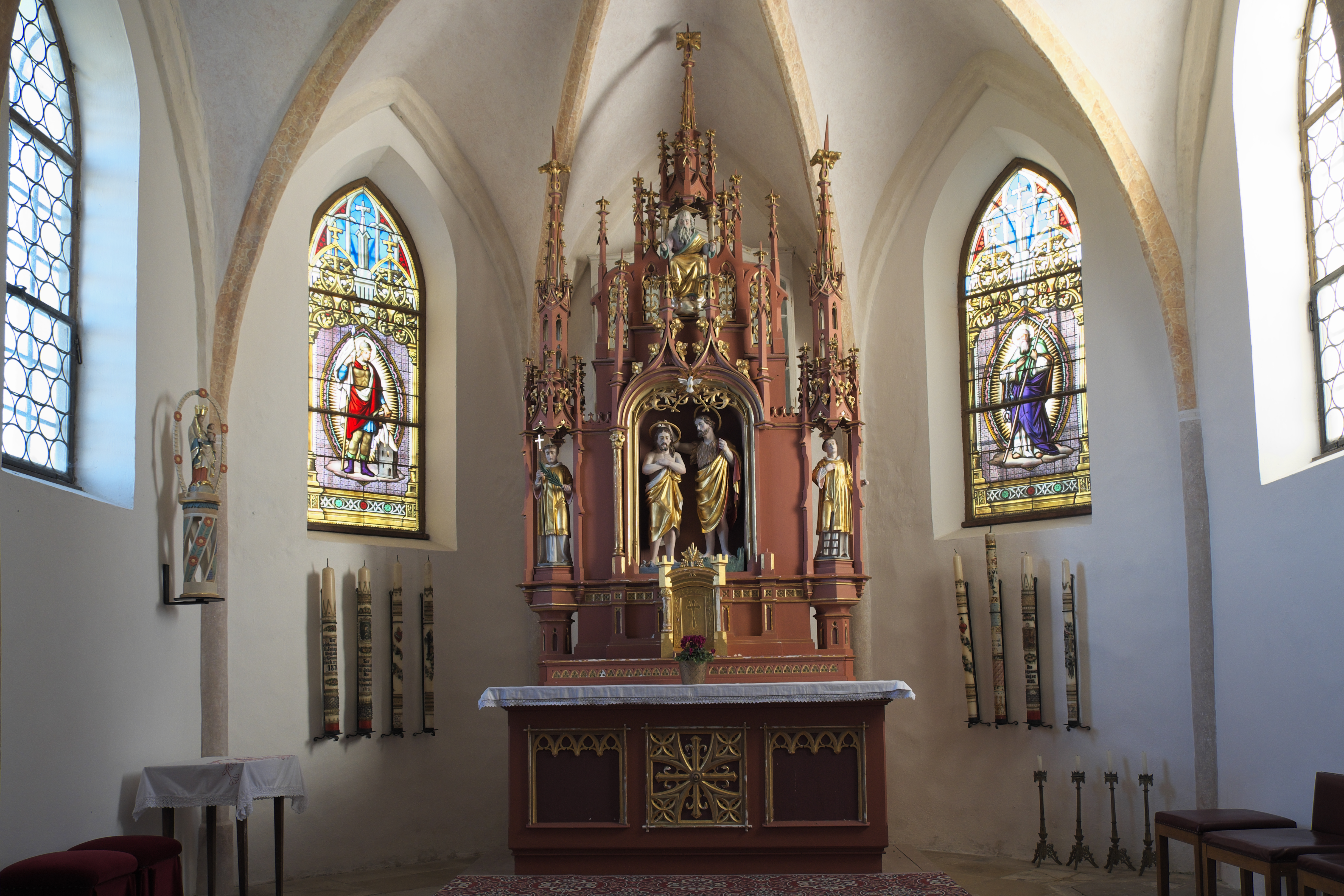
Altar

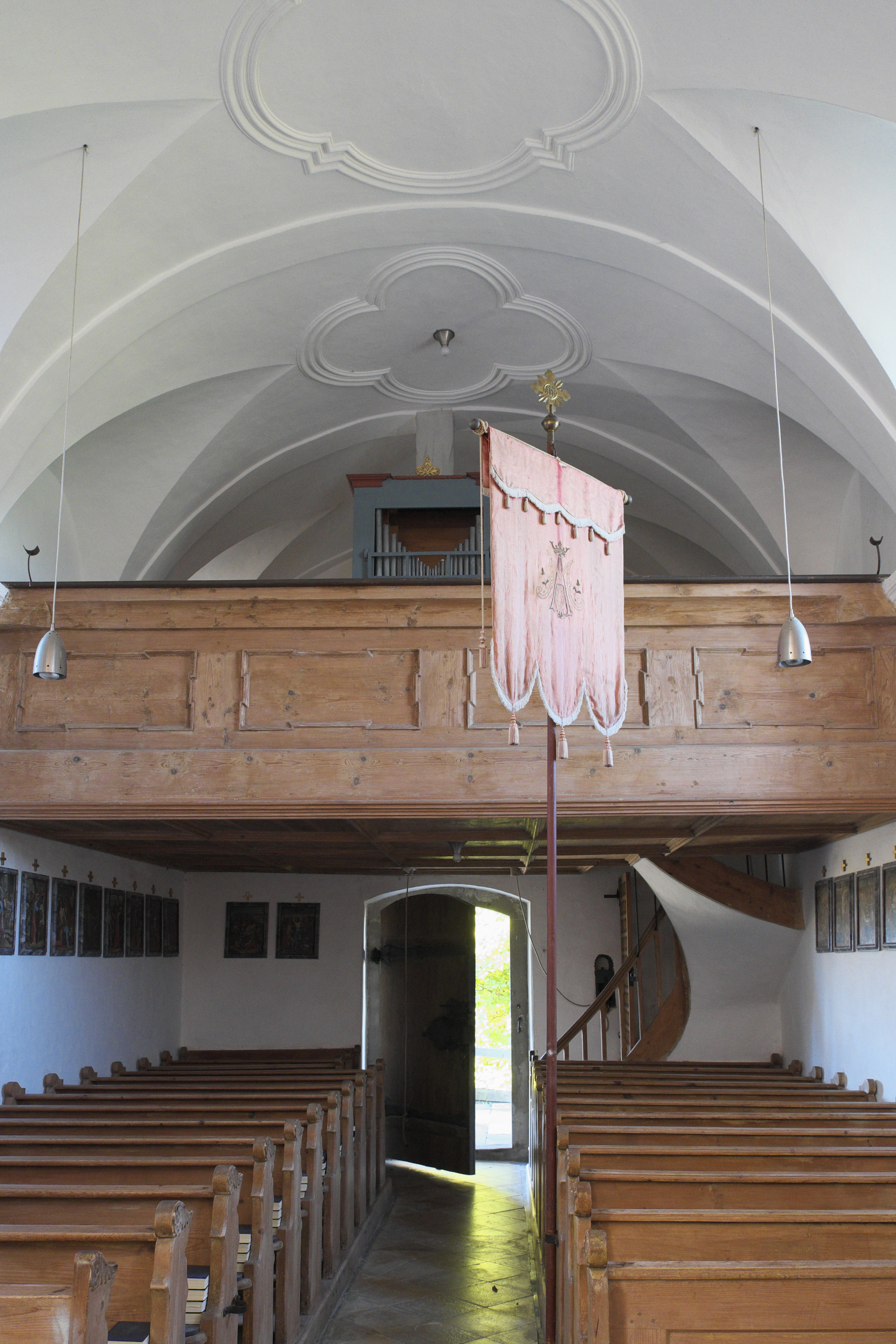
Empore

- Von der barocken Ausstattung haben sich die Empore und vermutlich die Orgel erhalten.
- Der Altar wurde 1876 im Stil der Neugotik ausgeführt. Die Figurengruppe der Taufe Jesu in der Mittelnische erinnert an den Schutzpatron der Kirche Johannes den Täufer. Seitlich sind zwei Märtyrer dargestellt, die rechte Figur, der heilige Laurentius, ist an seinem Attribut, dem Rost, zu erkennen. Die linke Figur hält die Märtyrerpalme in der linken Hand und in der rechten Hand einen Stab mit Kreuz. Im Auszug ist Gottvater dargestellt.
- Aus dem 19. Jahrhundert stammen auch die beiden Bleiglasfenster im Chor. Auf dem linken Fenster ist der heilige Florian dargestellt, der mit einem Wassereimer ein brennendes Haus löscht, auf dem rechten Fenster der heilige Leonhard, der als Schutzpatron für das Vieh verehrt wird, an Krummstab und Ketten zu erkennen.

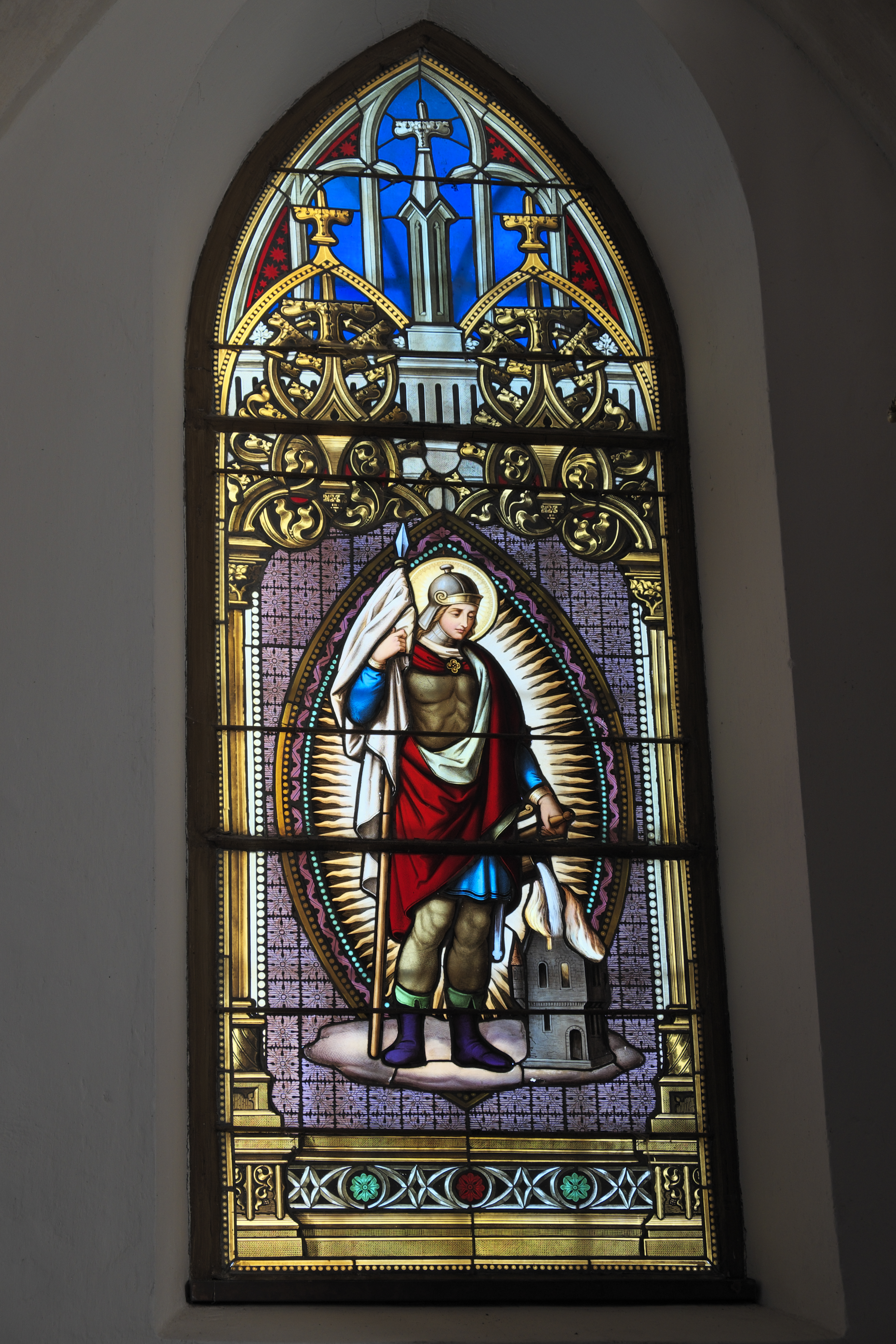
Heiliger Florian
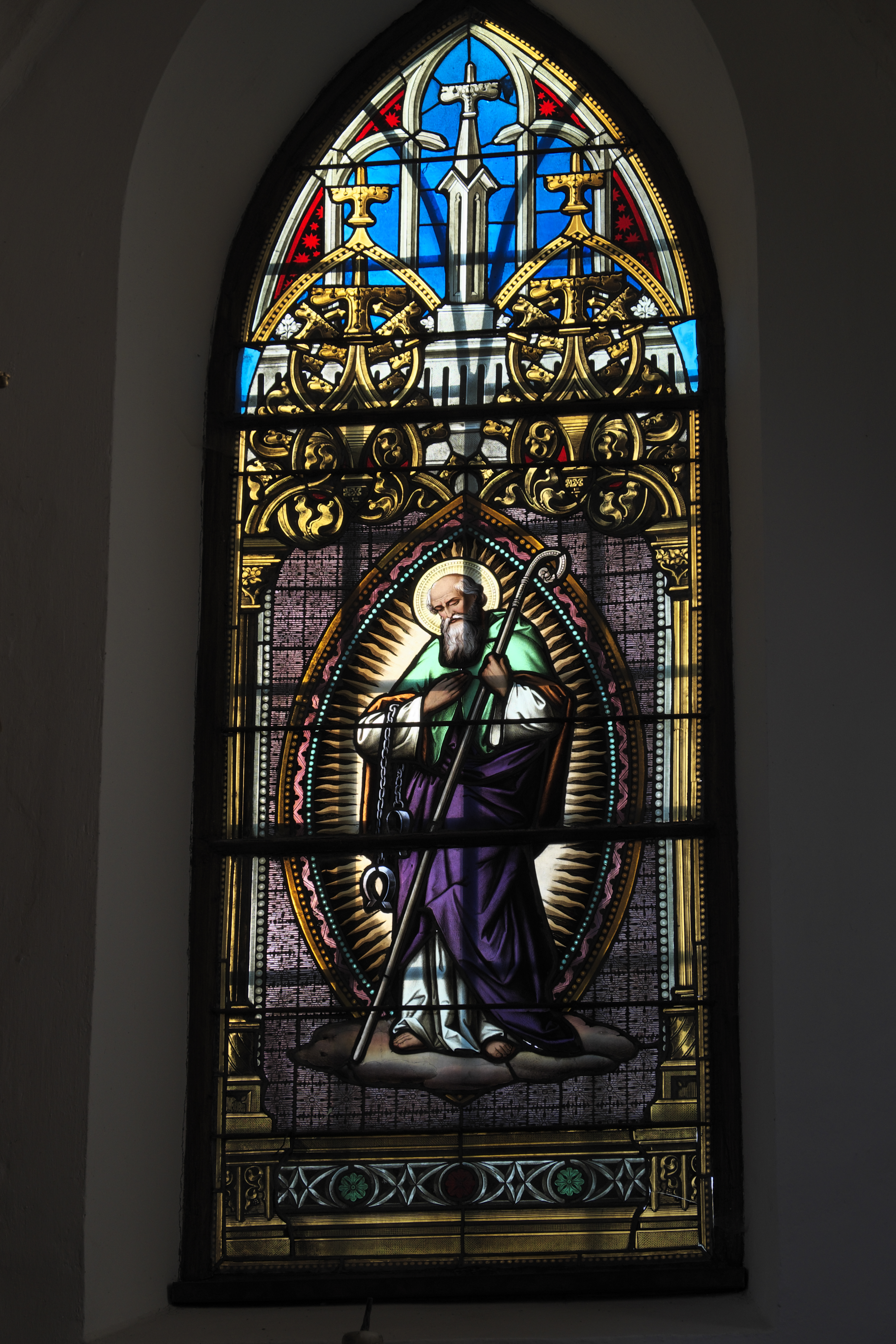
Heiliger Leonhard